# Watersipora
Watersipora is een mosdiertjesgeslacht uit de familie van de Watersiporidae. De wetenschappelijke naam van het geslacht is voor het eerst geldig gepubliceerd in 1896 door Neviani.

## Soorten
De volgende soorten zijn bij het geslacht ingedeeld:
- Watersipora arcuata Banta, 1969
- Watersipora  aterrima (Ortmann, 1890)
- Watersipora atrofusca (Busk, 1856)
- Watersipora bidentata (Ortmann, 1890)
- Watersipora cucullata (Busk, 1854)
- Watersipora mawatarii Vieira, Spencer Jones & Taylor, 2014[2]
- Watersipora nigra (Canu & Bassler, 1930)
- Watersipora platypora Seo, 1999
- Watersipora souleorum Vieira, Spencer Jones & Taylor, 2014[2]
- Watersipora subatra (Ortmann, 1890) = bloedrode plooimosdiertje
- Watersipora subtorquata (d'Orbigny, 1852)
- Watersipora typica (Okada & Mawatari, 1937)[3]

### Synoniemen
- Watersipora complanata (Norman, 1864) → Terwasipora complanata (Norman, 1864)
- Watersipora edmondsoni Soule & Soule, 1968 → Watersipora subtorquata (d'Orbigny, 1852)
- Watersipora subovoidea (d'Orbigny, 1852) → Watersipora cucullata (Busk, 1854)